# Érintőpárna

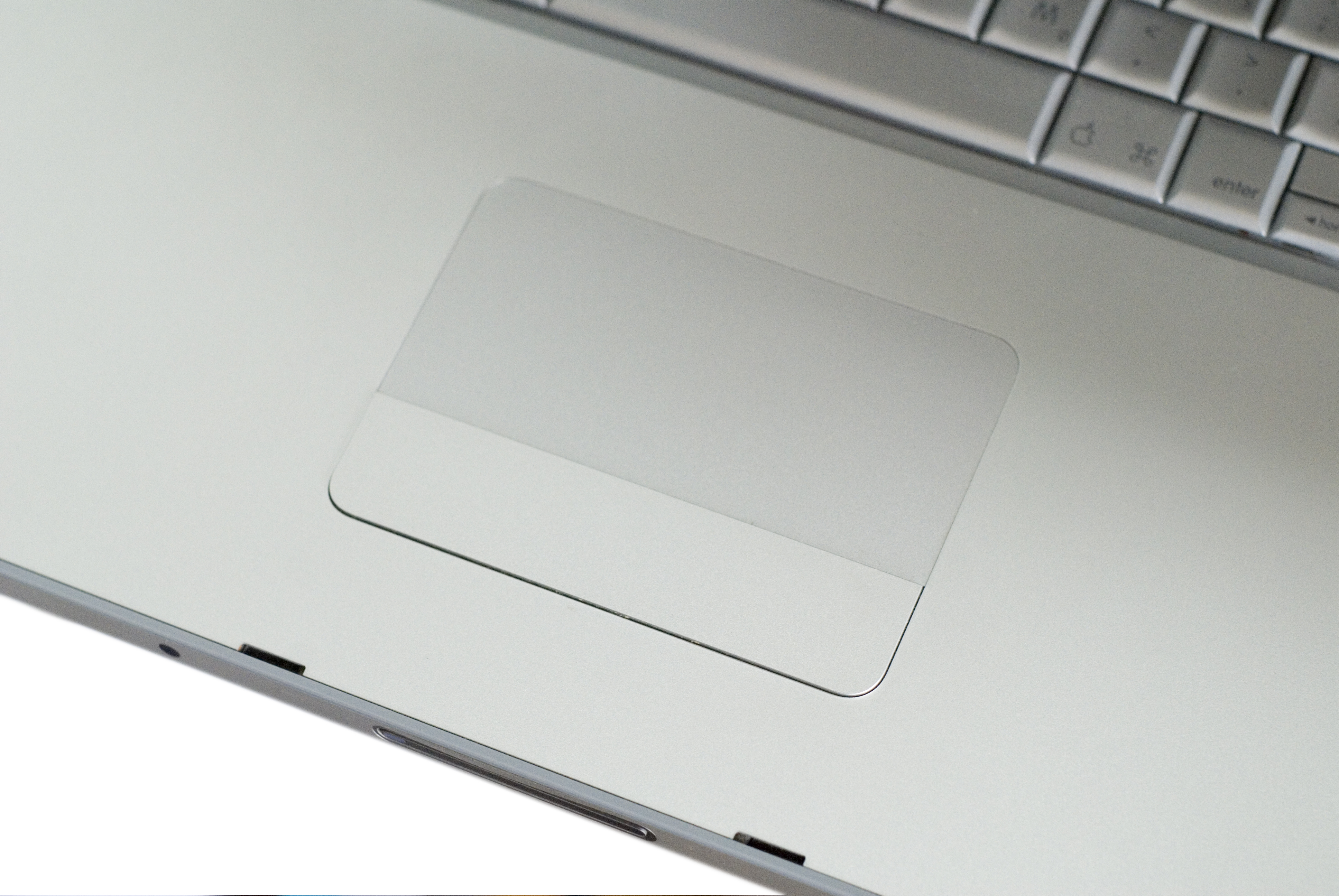
Egy Apple MacBook Pro érintőpárnája

Az érintőpárna (érintőlap, érintőpad, tapipad; angolul touchpad, trackpad) egy érintésen alapuló mutatóeszköz, amely a felhasználó ujjának helyzetét és mozgását alakítja bemenetté az operációs rendszer számára. Leggyakrabban a laptopokon tölti be az egér szerepét, de gyakran beépítik vezeték nélküli billentyűzetekbe, távirányítókba, egyéb hordozható elektronikai cikkekbe, sőt néhány egérmodellen is hasonló eszköz veszi át a gombok funkcióit. Méretük az egyes PDA-kon található néhány milliméteres navigálóeszközöktől a 8-10 cm átlójú beépített touchpadeken át a 15 cm-es különálló eszközökig terjedhet.

## Működés és használat
Az érintőpárnák többek közt – az érintőképernyőkhöz hasonlóan – rezisztív vagy kapacitív elven működhetnek. A 2010-es években főleg az utóbbi technológia terjedt el, amely az érzékelő felületének elektromos kapacitásának megváltozását érzékeli, amikor a felhasználó megérinti az ujjával. Ez viszont a bőrön keresztül történő földelésen alapszik: ha egy tárgy nem elektromos vezető, az eszköz nem érzékeli azt.
Az érintőpárna legtöbbször az egérkurzor vezérlésére szolgál, főleg olyan eszközökön, ahol korlátozott a lehetőség egér vagy érintőképernyő használatára. Kis mérete miatt a kurzor abszolút helyzetét nehézkes lenne pontosan irányítani vele – mint ahogy egy rajztáblán –, ezért a felhasználó ujjának egy húzása az érintőpárnán a kurzor relatív mozgásának felel meg, a húzás helyétől függetlenül. A legtöbb touchpaden a felület rövid érintése egy bal gombbal történő egérkattintással ekvivalens; a balgombos húzás egy rövid érintéssel, majd közvetlenül utána egy húzással érhető el. Sok érintőpárna alatt vagy felett van két gomb, amelyek az egér bal és jobb gombjának emulálására szolgál; más esetekben az érintőpárna bal és jobb alsó sarka, néha a felület egésze benyomható a kattintáshoz.
Különösen az újabb modellek esetében lehetőség van többujjas gesztusokra is: lehetséges jobb gombbal kattintás helyett egyszerre két ujjal megérinteni a touchpadet, vagy két ujjal húzva függőlegesen és/vagy vízszintesen görgetni. Típustól és operációs rendszertől függően a nagyítás két ujj széthúzásával, a három- és négyujjas gesztusok, a pozíciótól függő érintések és húzások (pl. görgetés az érintőpárna szélén) is elérhetőek lehetnek.